# Мысовая (станция)
Мысова́я — станция Восточно-Сибирской железной дороги на Транссибирской магистрали (5477 километр). Расположена в Кабанском районе Бурятии на территории города Бабушкин.

## История
Построена в период 1897—1900 годов как одна из станций Забайкальского участка Транссиба. Принята в эксплуатацию 1 июля 1900 года. До ввода в строй Кругобайкальского участка Транссиба 16 октября 1905 года станция не имела сквозного железнодорожного движения по суше, а связь со средне-сибирской частью Транссиба осуществлялась посредством железнодорожного парома Байкал — Мысовая (остатки путевого развития подъездов к паромной переправе сохранились до сих пор). К моменту ввода в строй Китайско-Восточного участка Транссиба 1 июля 1903 года на станции были созданы таможенная застава и переселенческий врачебно-остановочный пункт. С 16 октября 1905 года на станции осуществляется сквозное движение поездов по Транссибу.
В период Первой русской революции 18 января 1906 года на станции был расстрелян революционер Иван Бабушкин.
В 2012 году начато строительство нового вокзального комплекса. 5 августа 2017 года, в канун Дня железнодорожника, на станции открыт новый вокзал, представляющий современное двухэтажное здание общей площадью более 1100 м², что в несколько раз превышает размеры старого вокзала 1908 года постройки. В здании предусмотрены все необходимые для пассажиров помещения: медицинский пункт, залы ожидания различной комфортности, билетные кассы, комнаты отдыха, в том числе отдельные для пассажиров с детьми.
Ориентировочно в 2017 или 2018 году было снесено старинное задние паровозного депо, которое стояло заброшенным с середины 2000-х годов.

## Дальнее следование по станции
По графику 2020 года через станцию проходят следующие поезда:

### Круглогодичное движение поездов
| № поезда       | Маршрут движения           | № поезда       | Маршрут движения           |
| -------------- | -------------------------- | -------------- | -------------------------- |
| 7              | Владивосток — Новосибирск  | 8              | Новосибирск — Владивосток  |
| 11             | Владивосток — Самара       | 12             | Самара — Владивосток       |
| 69             | Чита — Москва              | 70             | Москва — Чита              |
| 71             | Улан-Удэ — Северобайкальск | 72             | Северобайкальск — Улан-Удэ |
| 77             | Нерюнгри — Новосибирск     | 78             | Новосибирск — Нерюнгри     |
| 81             | Улан-Удэ — Москва          | 82             | Москва — Улан-Удэ          |
| 99             | Владивосток — Москва       | 100            | Москва — Владивосток       |
| 149            | Улан-Удэ — Иркутск         | 150            | Иркутск — Улан-Удэ         |
| 207            | Владивосток — Новокузнецк  | 208            | Новокузнецк — Владивосток  |
| 321 «Баргузин» | Забайкальск — Иркутск      | 322 «Баргузин» | Иркутск — Забайкальск      |
| 361            | Наушки — Иркутск           | 362            | Иркутск — Наушки           |

### Сезонное движение поездов
| № поезда | Маршрут движения | № поезда | Маршрут движения |
| -------- | ---------------- | -------- | ---------------- |
| 269      | Чита — Адлер     | 270      | Адлер — Чита     |

## Пригородное сообщение по станции

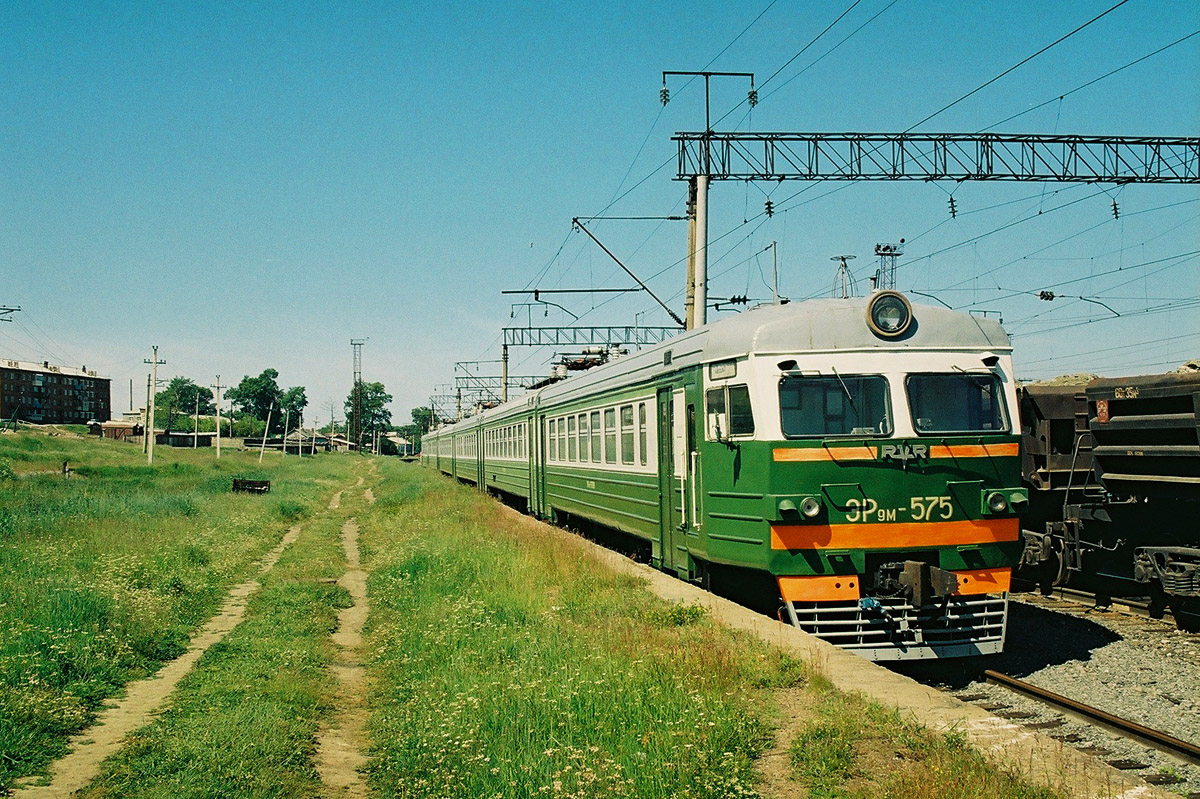
Электропоезд ЭР9М-575 на станции

| № поезда | Маршрут движения   | № поезда | Маршрут движения   |
| -------- | ------------------ | -------- | ------------------ |
| 6631     | Улан-Удэ — Мысовая | 6632     | Мысовая — Улан-Удэ |
| 6637     | Улан-Удэ — Мысовая | 6638     | Мысовая — Улан-Удэ |